# Inbo
INBO is een collectief van architecten, bouwkundigen, adviseurs en stedenbouwers. Dit Nederlandse architectenbureau ontwerpt ruimtes die de stedelijke omgeving groener en menselijker maken. 

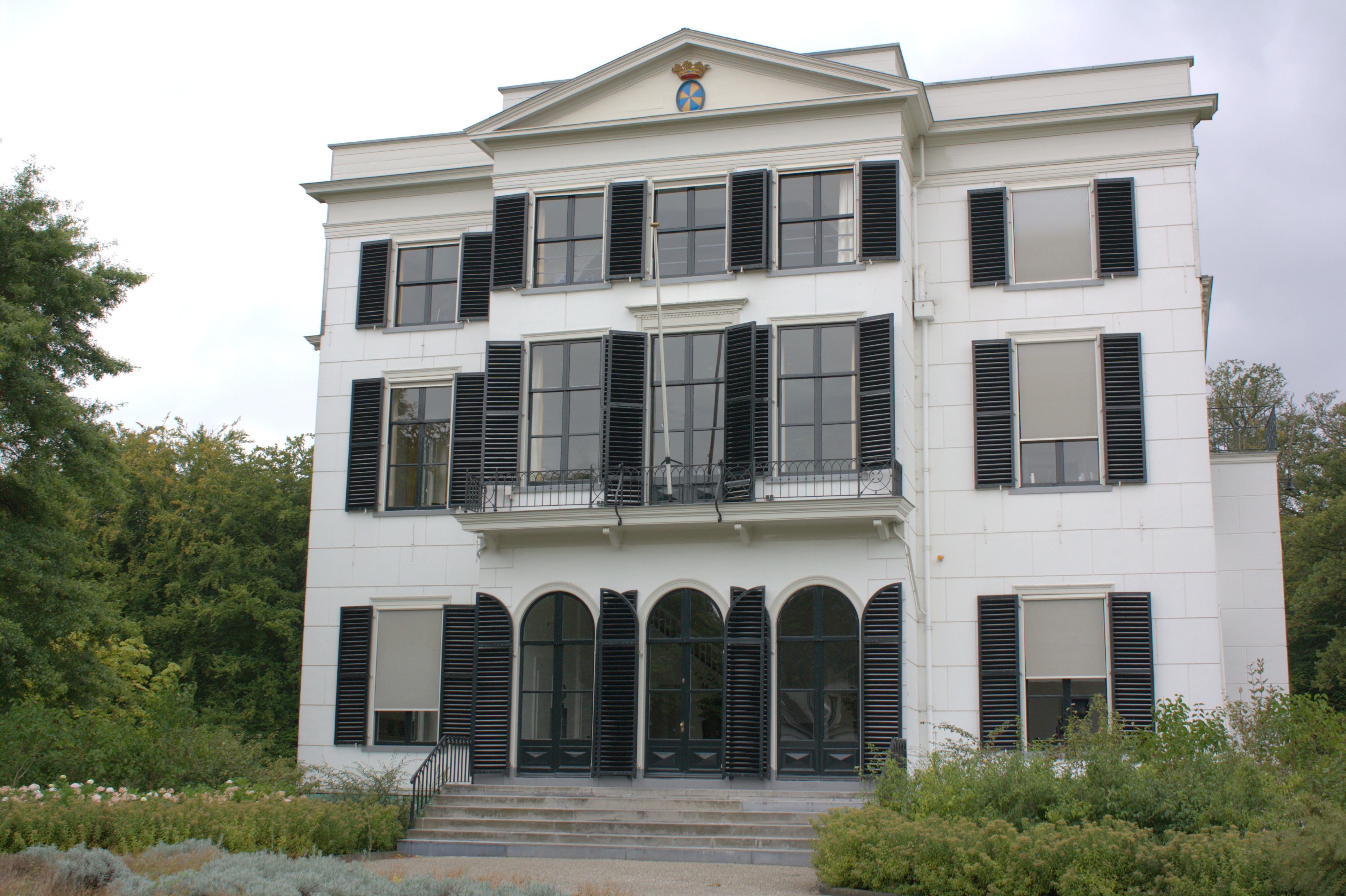
Kasteel Geerestein, tot december 2019 het kantoor waar Inbo zetelde.

Ruim de helft van de medewerkers heeft een aandeel in het bureau. Elf partners zorgen samen voor de dagelijkse leiding, de strategische ontwikkeling en de financiële gezondheid. Onder hen rouleert het bestuur.
Het bureau heeft 6 vestigingen: Amsterdam (hoofdkantoor), Leusden, Eindhoven, Rotterdam, Heerenveen en Shanghai. INBO telt 240 medewerkers (2022) en is daarmee een van de grootste architectenbureaus van Nederland. 

## Geschiedenis
INBO werd in 1962 door architect Klaas Geerts opgericht als ontwerp- en constructiebureau voor Industriële Bouw (INBO N.V.). Oorspronkelijk werkte het bureau  voor een klein aantal fabrikanten die industriële woningbouw wilden realiseren in Nederland. Tussen 1965 en 1975 gaf INBO vorm aan een aantal grote woonwijken. In de loop der jaren breidde INBO het werkterrein uit met utiliteitsopdrachten en bredere advies- en onderzoeksactiviteiten. Ondanks de economische neergang wist INBO in de jaren tachtig zijn marktpositie te vergroten en te verbreden door zich te richten op de plaatselijke markt. De adviesgroep werd een structureel onderdeel van het bureau.
In november 2015 opende het bedrijf een kantoor in Shanghai, nadat het in 2013 een grote opdracht in de stad had gekregen.

## Bekende projecten
- Little-C, Rotterdam
- High Tech Campus Eindhoven
- Museum Belvédère, Heerenveen

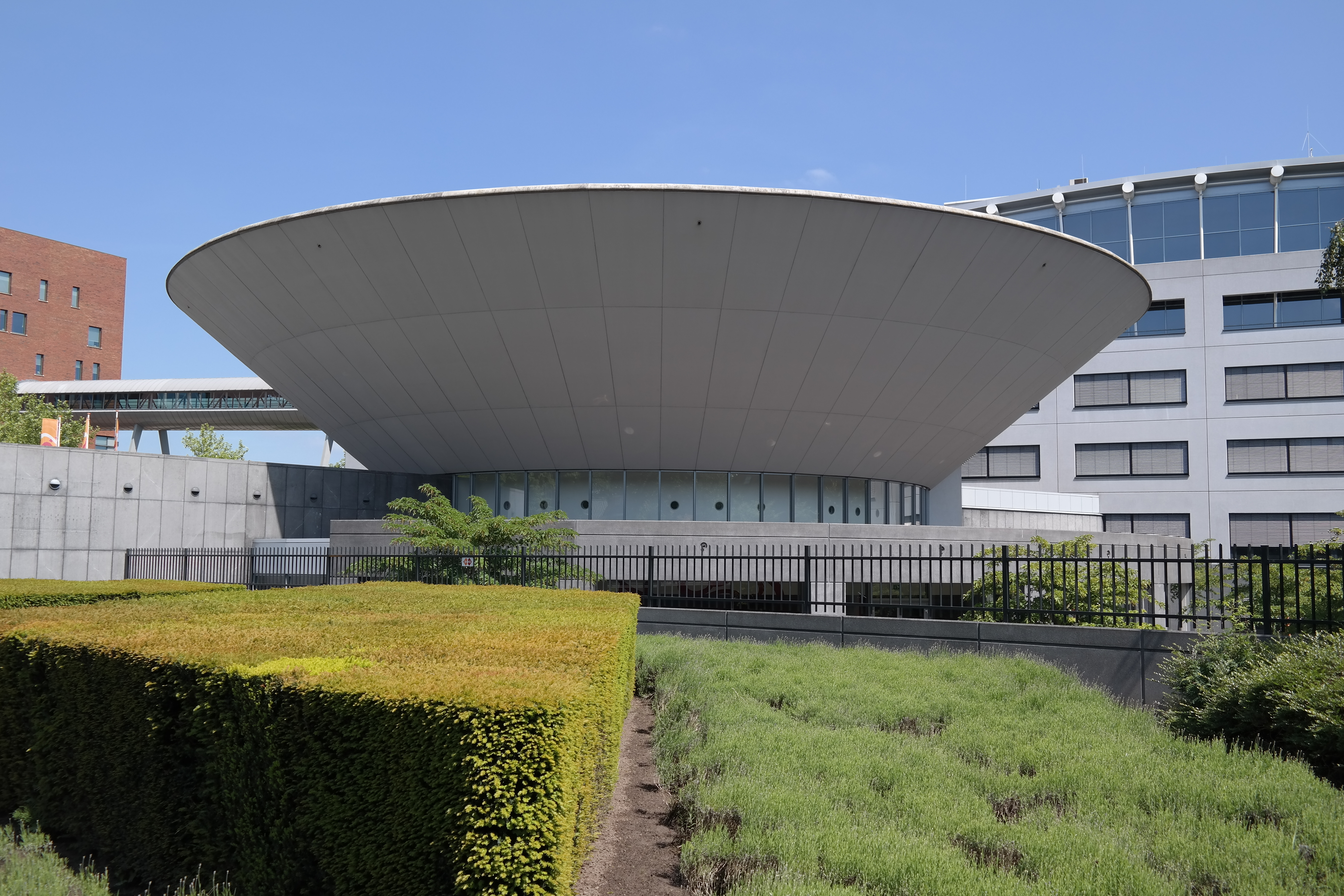
Kantoorgebouw CZ, Tilburg

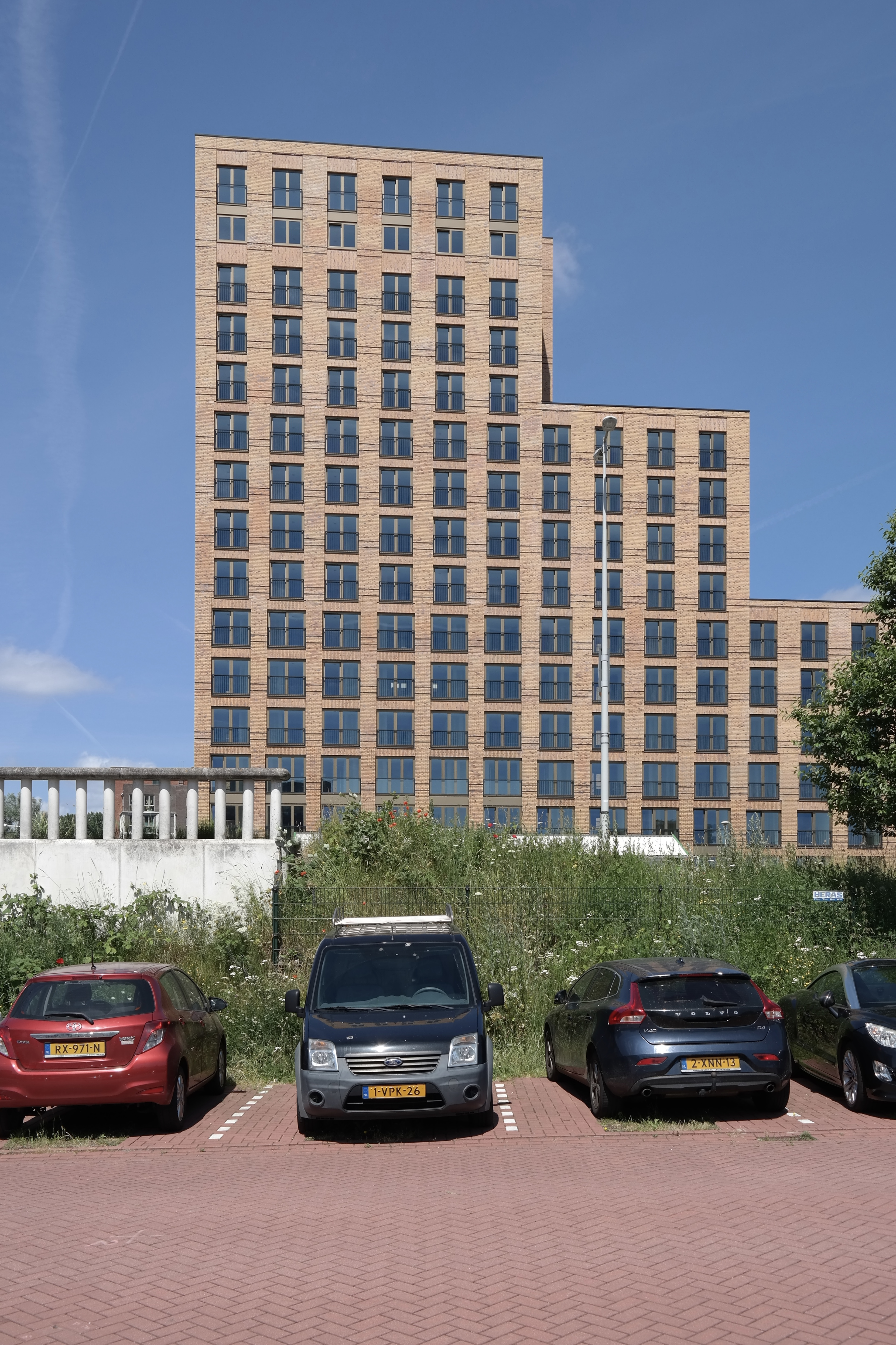
Noorderkwartier, Amsterdam-noord

- Faculteit voor Sociale Wetenschappen, Nijmegen
- Trudo Toren, Eindhoven
- Space-S, Eindhoven
- Valley, Amsterdam
- Nationaal Monument Kamp Amersfoort, Leusden
- Melkfabriek, Hilversum
- De Nederlandsche Bank, Amsterdam
- Hoofdkantoor CZ Groep, Tilburg
- Noorderkwartier, Amsterdam
- Bèta Campus, Leiden[3]
- XinHua Pudong Waterfront, Shanghai
- Kantoorpand Faculteit Geowetenschappen Universiteit Utrecht[4]